# Narrador de turfe
Narrador de turfe é o locutor que transmite os detalhes de uma corrida de thoroughbreds. Descreve os detalhes da corrida em um ritmo rápido e peculiar, informando as posições dos cavalos competidores,  a sua progressão ou perda de colocações, e os movimentos dos jóqueis.

## Narradores de turfe no Brasil
- Ernani Pires Ferreira - foi considerado o maior narrador brasileiro, narrando as corridas do Hipódromo da Gávea. ( falecido)
- Luiz Carlos Vergara Marques - narrou corridas nos Hipódromos dos  Moinhos de Vento e Cristal.
- Marco Aurélio Ribeiro - narra corridas do Hipódromo da Gávea.
- Ivan Aune - narrou corridas do Hipódromo da Tablada.
- Roberto Casella - atual narrador das corridas do Hipódromo de Cidade Jardim. Conhecido por suas frases que criou para narrar o páreo.